# (33295) 1998 KV40
1998 KV40 (asteroide 33295) é um asteroide da cintura principal. Possui uma excentricidade de 0.05766070 e uma inclinação de 11.62071º.
Este asteroide foi descoberto no dia 22 de maio de 1998 por LINEAR em Socorro.